# مسجد الاتحاد (جاتيبرنغ)
مسجد الاتحاد هو مسجد يقع في قرية جاتيبرنغ لور في منطقة جاتيبرنغ من مقاطعة بريبيس.

## البناء
بدأ بناء مسجد الاتحاد من اليوم السادس من شهر مارس عام 2004، وأكتمل بنائه وافتتح في الثالث من شهر مارس عام 2008، أي بعد أربع سنوات من عملية التطوير والبناء اكتمل البناء في الموعد المحدد، المسجد أصبح رمزا لمجتمع جاتيبرنغ وذلك لشكله الفريد والفاخر، بني المسجد على كامل مساحته البالغة 5000 متر مربع، مما يمكنه استيعاب 10000 مصلي في وقت واحد، وبلغت تكلفة بناء المسجد 8 مليارات روبية .

## الافتتاح
تم تطوير وتصميم مسجد الاتحاد من قبل أحد العلماء الاندونيسيين وهو روسيدي ملاوي، وافتتح المسجد من قبل نائب الرئيس الاندونيسي محمد يوسف كالا في الثالث من شهر مارس عام 2008، وقد حضر حفل افتتاح المسجد عدد كبير من المسلمين، بلغ عددهم 250,000 شخص من مختلف المناطق في اندونيسيا.

## التمويل
أنشيء صندوق لبناء مسجد الاتحاد وبلغت مصادر تمويلة بالتالي : 80٪ من كلفت البناء أتت من مجتمع جاتيبرنغ والمناطق المحيطة به، والنسبة 
المتبقية وهي 20٪ اتت من التبرعات القادمة من الحكومات الإقليمية المجاورة لمقاطعة بريبيس وخاصة من مقاطعة جاوة الوسطى بالإضافة للتبرعات الشخصية من الخارج .

## العمارة
لمسجد الاتحاد مئذنتين اثناين مع ارتفاع يقرب من 40 متر فوق سطح الأرض، بالإضافة لوجود قبة كبيرة محاطة بثمان قبب صغيرة، وكما يحتوي المسجد على منبرين للوعظ ومحراب وأربعة أعمدة عازلة رئيسي، ومكانين للضوء وثلاث مكاتب ادارية ومكتبة للمسجد، بالإضافة لوجود حديقة أمام المسجد وأماكن وقوف السيارات .